# Ко-Сіті (Оклахома)
Ко-Сіті (англ. Kaw City) — місто (англ. city) в США, в окрузі Кей штату Оклахома. Населення — 325 осіб (2020).

## Географія
Ко-Сіті розташоване за координатами 36°46′4″ пн. ш. 96°51′59″ зх. д. / 36.76778° пн. ш. 96.86639° зх. д. (36.767657, -96.866421).  За даними Бюро перепису населення США в 2010 році місто мало площу 14,17 км², з яких 6,82 км² — суходіл та 7,35 км² — водойми.

## Демографія
Згідно з переписом 2010 року, у місті мешкало 375 осіб у 166 домогосподарствах у складі 116 родин. Густота населення становила 26 осіб/км².  Було 232 помешкання (16/км²).
Расовий склад населення:
| - 79,7 % — білих - 14,1 % — корінних американців - 0,3 % — азіатів - 1,1 % — осіб інших рас |

До двох чи більше рас належало 4,8 %. Частка іспаномовних становила 2,7 % від усіх жителів.
За віковим діапазоном населення розподілялося таким чином: 20,5 % — особи молодші 18 років, 54,4 % — особи у віці 18—64 років, 25,1 % — особи у віці 65 років та старші. Медіана віку мешканця становила 47,1 року. На 100 осіб жіночої статі у місті припадало 93,3 чоловіків;  на 100 жінок у віці від 18 років та старших — 94,8 чоловіків також старших 18 років.
Середній дохід на одне домашнє господарство  становив 53 415 доларів США (медіана — 41 250), а середній дохід на одну сім'ю — 57 692 долари (медіана — 42 083). За межею бідності перебувало 14,3 % осіб, у тому числі 28,6 % дітей у віці до 18 років та 5,8 % осіб у віці 65 років та старших.
Цивільне працевлаштоване населення становило 117 осіб. Основні галузі зайнятості: освіта, охорона здоров'я та соціальна допомога — 15,4 %, транспорт — 13,7 %, виробництво — 13,7 %.